# باشگاه بسکتبال پاولوس پارنو
باشگاه بسکتبال پاولوس پارنو (استونیایی: KK Paulus Pärnu) یک باشگاه بسکتبال در پارنو، استونی است که در سال ۲۰۰۰ تأسیس شده‌است.